# Krueng Dhou
Krueng Dhou is een bestuurslaag in het regentschap Pidie van de provincie Atjeh, Indonesië. Krueng Dhou telt 145 inwoners (volkstelling 2010).